# Ниндэ
Ниндэ́ (кит. упр. 宁德, пиньинь Níngdé, вост.-миньск. Nìng-dáik) — городской округ в провинции Фуцзянь КНР.

## История
Во времена империи Цзинь в 282 году из уезда Хоугуань (候官县) был выделен уезд Вэньма (温麻县). Во времена империи Суй уезд Вэньма был вновь присоединён к уезду Хоугуань, переименованному при этом в Юаньфэн (原丰县). В 592 году уезд Юаньфэн получил название Миньсянь (闽县).
После смены империи Суй на империю Тан из уезда Миньсянь в 623 году были вновь выделены уезды Вэйма и Хоугуань, а северная часть уезда Вэйма была выделена в отдельный уезд Чанси (长溪县). В 741 году западная часть уезда Хоугуань была выделена в отдельный уезд Гутянь. В середине IX века волость Нинчуань (宁川乡) уезда Чанси (长溪县) и волость Ганьдэ (感德乡) уезда Гутянь были объединены в поле, в качестве названия которого было взято по иероглифу из названий волостей — получилось «Ниндэ» (宁德场). Во времена государства Поздняя Тан здесь в 933 году был образован уезд Ниндэ (宁德县).
Во времена империи Сун в 1245 году из уезда Чанси был выделен уезд Фуань (福安县).
После монгольского завоевания и образования империи Юань уезд Чанси был поднят в статусе и стал в 1286 году Фунинской областью (福宁州) Фучжоуского региона (福州路); в подчинение областным властям перешли уезды Фуань и Ниндэ. После свержения власти монголов и образования империи Мин область была вновь понижена в статусе до уезда; «регионы» были переименованы в «управы», и поэтому Фучжоуский регион стал Фучжоуской управой (福州府), властям которой подчинялось 10 уездов. В 1455 году из смежных земель уездов Фуань и Чжэнхэ был создан уезд Шоунин. В 1473 году уезд Чанси опять стал Фунинской областью. Во времена империи Цин Фунинская область была в 1734 году поднята в статусе ещё выше, и сама стала Фунинской управой (福宁府); для администрирования места размещения властей управы был создан уезд Сяпу. В том же году в состав Фуннинской управы был передан уезд Шоунин из состава Цзяньнинской управы (建宁府). В 1735 году северная часть уезда Гутянь была выделена в отдельный уезд Пиннань. В 1739 году из уезда Сяпу был выделен уезд Фудин, и властям Фунинской управы стало подчиняться 5 уездов. После Синьхайской революции в Китае была проведена реформа структуры административного деления, в ходе которой управы были упразднены, и поэтому в 1912 году Фунинская управа была расформирована.
В 1945 году северная часть уезда Ниндэ была выделена в отдельный уезд Чжоунин, а северная часть уезда Сяпу — в отдельный уезд Чжэжун.
После образования КНР в 1949 году был создан Специальный район Фуань (福安专区), объединивший 7 уездов, а уезды Гутянь и Пиннань вошли в состав Специального района Наньпин (南平专区). В 1956 году был расформирован Специальный район Миньхоу (闽侯专区), и в состав Специального района Фуань перешли ранее входившие в него уезды Чанлэ, Лоюан и Ляньцзян; в том же году уезд Чжэжун был присоединён к уезду Фуань, и Специальный район Фуань стал состоять из 9 уездов. В 1959 году в состав Специального района Фуань перешли ранее входившие в Специальный район Наньпин уезды Сунси и Чжэнхэ; в том же году был воссоздан Специальный район Миньхоу, и в его состав вернулись уезды Чанлэ и Ляньцзян. В 1960 году уезды Сунси и Чжэнхэ были объединены в уезд Сунчжэн.
В 1961 году был воссоздан уезд Чжэжун.
В 1962 году уезд Сунчжэн был вновь разделён на уезды Сунси и Чжэнхэ, а уезд Лоюань был передан под юрисдикцию властей Фучжоу (впоследствии он вновь перешёл в состав Специального района Миньхоу). В 1963 году уезды Гутянь и Пиннань были переданы из Специального района Наньпин в Специальный район Миньхоу.
В 1970 году уезды Гутянь, Пиннань, Лоюань и Ляньцзян перешли из состава Специального района Миньхоу в состав Специального района Фуань, уезд Чжэжун был разделён между уездами Фуань и Фудин, уезды Сунси и Чжэнхэ были вновь объединены в уезд Сунчжэн, который вернулся в состав Специального района Наньпин.
В 1971 году власти Специального района переехали из уезда Фуань в уезд Ниндэ, а сам специальный район был переименован в Округ Ниндэ (宁德地区).
В 1975 году был опять воссоздан уезд Чжэжун.
Постановлением Госсовета КНР от 18 апреля 1983 года уезды Лоюань и Ляньцзян были переданы в состав городского округа Фучжоу.
В 1988 году уезд Ниндэ был преобразован в городской уезд.
Постановлением Госсовета КНР от 13 ноября 1989 года уезд Фуань был преобразован в городской уезд.
Постановлением Госсовета КНР от 13 октября 1995 года уезд Фудин был преобразован в городской уезд.
Постановлением Госсовета КНР от 14 ноября 1999 года были расформированы округ Ниндэ и городской уезд Ниндэ, и образован городской округ Ниндэ; территория бывшего городского уезда Ниндэ стала районом Цзяочэн в его составе.

## Административно-территориальное деление
Городской округ Ниндэ делится на 1 район, 2 городских уезда, 6 уездов:
| Карта                                                         | Карта    | Карта     | Карта         | Карта            | Карта         |
| ------------------------------------------------------------- | -------- | --------- | ------------- | ---------------- | ------------- |
| Цзяочэн Сяпу Гутянь Пиннань Шоунин Чжоунин Чжэжун Фуань Фудин |          |           |               |                  |               |
| Статус                                                        | Название | Иероглифы | Пиньинь       | Население (2010) | Площадь (км²) |
| Район                                                         | Цзяочэн  | 蕉城区    | Jiāochéng qū  |                  |               |
| Городской уезд                                                | Фуань    | 福安市    | Fú'ān shì     |                  |               |
| Городской уезд                                                | Фудин    | 福鼎市    | Fúdǐng shì    |                  |               |
| Уезд                                                          | Сяпу     | 霞蒲县    | Xiápǔ xiàn    |                  |               |
| Уезд                                                          | Гутянь   | 古田县    | Gǔtián xiàn   |                  |               |
| Уезд                                                          | Пиннань  | 屏南县    | Píngnán xiàn  |                  |               |
| Уезд                                                          | Шоунин   | 寿宁县    | Shòuníng xiàn |                  |               |
| Уезд                                                          | Чжоунин  | 周宁县    | Zhōuníng xiàn |                  |               |
| Уезд                                                          | Чжэжун   | 柘荣县    | Zhèróng xiàn  |                  |               |

## Экономика
В 2020 году ВВП на душу населения в Ниндэ составлял 83 228 юаней, а в 2021 году этот показатель превысил отметку в 100 000 юаней.
В округе расположены АЭС Ниндэ, заводы аккумуляторов компании Contemporary Amperex Technology.

## Транспорт
В сентябре 2020 года введена в эксплуатацию 379-километровая железная дорога Ниндэ — Цюйчжоу.